# Pichia tannicola
Pichia tannicola är en svampart som beskrevs av F.H. Jacob 1969. Pichia tannicola ingår i släktet Pichia och familjen Pichiaceae.   Inga underarter finns listade i Catalogue of Life.